# Enci (gruppo etnico)
Gli enci in russo энцы?, o enets, enezi, enisej, enisej-samoiedo sono un popolo indigeno russo che vive vicino alla foce del fiume Enisej. Molti di essi vivono nel villaggio di Potapovo, Circondario del Tajmyr, nella Siberia occidentale sul circolo polare artico. Secondo il censimento russo del 2002 vi erano solamente 237 Enzi nella regione. Altri 18 Enzi sono stati censiti in Ucraina.
La lingua enets appartiene alla famiglia delle lingue samoiede. La comunità parla ancora la lingua originale anche se questa si sta lentamente perdendo.